# Pollen Ndlanya
Pollen Dumisani Ndlanya (ur. 22 maja 1970 w Daveyton) – południowoafrykański piłkarz grający na pozycji napastnika. W reprezentacji Republiki Południowej Afryki rozegrał 29 meczów i strzelił 5 goli.

## Kariera klubowa
Karierę piłkarską Ndlanya rozpoczął w klubie Kaizer Chiefs z Johannesburga. W 1990 roku zadebiutował w jego barwach w pierwszej lidze południowoafrykańskiej. W 1991 roku odszedł do klubu Manning Rangers i grał w nim do końca 1993 roku. W 1994 roku wrócił do Kaizer Chiefs. W tym samym roku wygrał z nim MTN 8 Cup. Zawodnikiem Kaizer Chiefs był do końca 1996 roku.
Na początku 1997 roku Ndlanya odszedł do tureckiego Bursasporu. 24 stycznia 1997 zadebiutował w nim w pierwszej lidze tureckiej w zremisowanym 1:1 domowym meczu z Zeytinburnusporem. W zespole Bursasporu grał przez półtora sezonu. W 1998 roku przeszedł z Bursasporu do zespołu Göztepe AŞ z Izmiru. W 1999 roku awansował z nim z drugiej do pierwszej ligi.
W 2000 roku Ndlanya wrócił do RPA i przez pół roku grał w AmaZulu FC z Durbanu. Latem 2000 został piłkarzem Orlando Pirates z Johannesburga. W 2001 roku wywalczył z nim mistrzostwo Premier Soccer League. W 2002 roku jako zawodnik Orlando Pirates zakończył karierę piłkarską.
| Sezon   | Klub            | Kraj              | Rozgrywki             | Mecze | Bramki |
| ------- | --------------- | ----------------- | --------------------- | ----- | ------ |
| 1990    | Kaizer Chiefs   | Południowa Afryka | I. liga               | 4     | 1      |
| 1991    | Manning Rangers | Południowa Afryka | I. liga               | 12    | 5      |
| 1992    | Manning Rangers | Południowa Afryka | I. liga               | 31    | 10     |
| 1993    | Manning Rangers | Południowa Afryka | I. liga               | 23    | 9      |
| 1994    | Kaizer Chiefs   | Południowa Afryka | I. liga               | 19    | 8      |
| 1995    | Kaizer Chiefs   | Południowa Afryka | I. liga               | 22    | 12     |
| 1996/97 | Kaizer Chiefs   | Południowa Afryka | Premier Soccer League | 13    | 7      |
| 1996/97 | Bursaspor       | Turcja            | Süper Lig             | 9     | 2      |
| 1997/98 | Bursaspor       | Turcja            | Süper Lig             | 17    | 3      |
| 1998/99 | Göztepe AŞ      | Turcja            | 1. Lig                | 21    | 6      |
| 1999/00 | Göztepe AŞ      | Turcja            | Süper Lig             | 4     | 1      |
| 1999/00 | AmaZulu FC      | Południowa Afryka | Premier Soccer League | 9     | 6      |
| 2000/01 | Orlando Pirates | Południowa Afryka | Premier Soccer League | 31    | 17     |
| 2001/02 | Orlando Pirates | Południowa Afryka | Premier Soccer League | 17    | 6      |

## Kariera reprezentacyjna
W reprezentacji Republiki Południowej Afryki Ndlanya zadebiutował w 1997 roku. W tym samym roku został powołany do kadry na Puchar Konfederacji, na którym zagrał w 2 meczach: ze Zjednoczonymi Emiratami Arabskimi (0:1) i z Urugwajem (3:4), w którym zdobył gola.
W swojej karierze Ndlanya dwukrotnie wystąpił w turnieju o Puchar Narodów Afryki. W 1998 roku zagrał w 4 meczach Pucharze Narodów Afryki 1998: z Wybrzeżem Kości Słoniowej (1:1), z Namibią (4:1), półfinale z Demokratyczną Republiką Konga (2:1) i finale z Egiptem (0:2). Z kolei w 2000 roku podczas Pucharu Narodów Afryki 2000 wystąpił w 5 meczach: z Gabonem (3:1), z Demokratyczną Republiką Konga (1:0), ćwierćfinale z Ghaną (1:0), półfinale z Nigerią (0:2) i o 3. miejsce z Tunezją (4:3). W kadrze narodowej od 1997 do 2001 roku rozegrał 29 meczów i strzelił 5 goli.